# Ejder
Ejder (Somateria mollissima) är en stor och tung dykand som mäter 60–70 cm. Den har en karaktäristisk huvudprofil med kilformad näbb som är fjäderklädd på sidorna. Den adulta hanen (guding) i praktdräkt är kontrastrik, med svart hjässa, övergump och buk, blek näbbspets, ljusgrön nackfläck och är i övrigt vit, med rödrosa anstrykning på bröstet. Den adulta honan (åda) är året runt brunvattrad, från gråbrun till rödbrun eller sandfärgad beroende på underart och den har vitkantad mörk vingspegel. Ejdern har en komplicerad ruggningsstrategi varför den i eklipsdräkt har mycket skiftande dräkt i svart, brunt och vitt.
Ejdern är en kortflyttande flyttfågel som häckar i norra Europa, nordöstra Sibirien, norra Nordamerika och arktiska delen av Atlanten. Den flyttar i stora flockar och övervintrar ofta i könsseparerade flockar. Den förekommer främst i marina miljöer men besöker invatten tillfälligtvis. Ejdern lever mest av kräft- och blötdjur som den dyker efter eller snappar på måttligt djup. Under häckningstiden tar den även insekter. 
Arten är till största delen kolonihäckare och kan samlas i mycket stora och täta kolonier. Honorna är ofta mycket trogna den plats där de kläcktes och återvänder dit för att häcka. Ejdern placerar sitt bo nära vattnet och fodrar redet med dun. Honan lägger vanligtvis fyra till sex grågröna ägg som hon ruvar i 25–30 dagar. Snart efter äggläggningen lämnar hanen häckningsplatsen och ger sig ut till havs där den lever i flockar med nästan enbart hanar. Ejderhonor uppvisar flera kooperativa häckningsstrategier och flera honor tar ofta hand om ungarna gemensamt.
Ejderdun är mycket lätt och har god isoleringsförmåga och saluförs som det finaste dunet på marknaden. Ejdern har ett mycket stort globalt utbredningsområde och en stor population varför den kategoriseras som livskraftig av IUCN, men anses vara starkt hotad i Sverige där den minskat kraftigt, troligen till följd av tiaminbrist.

## Utbredning och taxonomi
Ejdern häckar utmed Europas, Nordamerikas och östra Sibiriens norra kuster, och södra Grönlands kust. Den häckar i arktiska och nordliga tempererade regionen. I Europa häckar ejdern främst utmed Islands, norra Storbritanniens, Sveriges, Norges, södra Finlands och Europeiska Rysslands kuster, så långt österut som till Novaja Zemlja. I mindre utsträckning häckar den i Estland, Danmark, Tyskland och Nederländerna, och sällsynt i Frankrike. Den första häckningen i Nederländerna konstaterades 1906 och från och med slutet av 1950-talet har populationen uppgått till flera tusen häckande par, medan det i Tyskland häckar runt ett tusental par. I Tyskland och Nederländerna häckar arten främst i Vadehavet som också är en mycket viktig rastplats och övervintringsområde. Det nordöstsibiriska häckningsområdet sträcker sig från ett isolerat område kring Nysibiriska öarna och vidare från Lenas delta till Berings sund och söderut till norra Kamtjatka och nordöstra Ochotska havet.
Merparten av den globala populationen är flyttfåglar men de flyger inga längre sträckor. Under vintern förekommer den då så långt söderut som till New Jersey, södra Alaska, västra Medelhavet och södra spetsen av Kamtjatka. Ibland till och med så långt söderut som norra Japan. För nominatformen sker övervintringen i södra Östersjön, runt de danska öarna och i Nordsjön. Underarten sedentaria, och förmodligen även faeroensis, är stannfåglar och Cramp & Simons 1977 uppger att fåglar som häckar i Danmark, Tyskland, västra Sverige, och Nederländerna är stannfåglar eller partiella flyttfåglar medan häckpopulationerna i norra Norge, östra Sverige, Finland och Baltikum är flyttfåglar. Under vintern uppehåller sig ejdern ofta ute på öppna havet, ofta i stora flockar. Merparten av hanarna flyttar under sommaren, honorna under sensommar-förhöst och ungfåglarna flyttar sist. Mot våren sträcker ejdrarna ofta snabbt i slutet av mars eller i början av april, då gärna i medvind.

### Underarter
Ejdern brukar delas in i sex underarter och denna mängd gör den unik bland änderna. De flesta underarter har väl definierade utbredningsområden men för populationerna i Nordsjön och Arktiska havet finns det ett antal alternativa indelningar. Clements et al. 2023 behandlar alla sex som monotypiska underartsgrupper: Speciellt den östsibiriska taxonet v-nigra har diskuterats som kandidat för artstatus. Vidare betraktas v-nigra ofta som ursprungsformen av ejder.

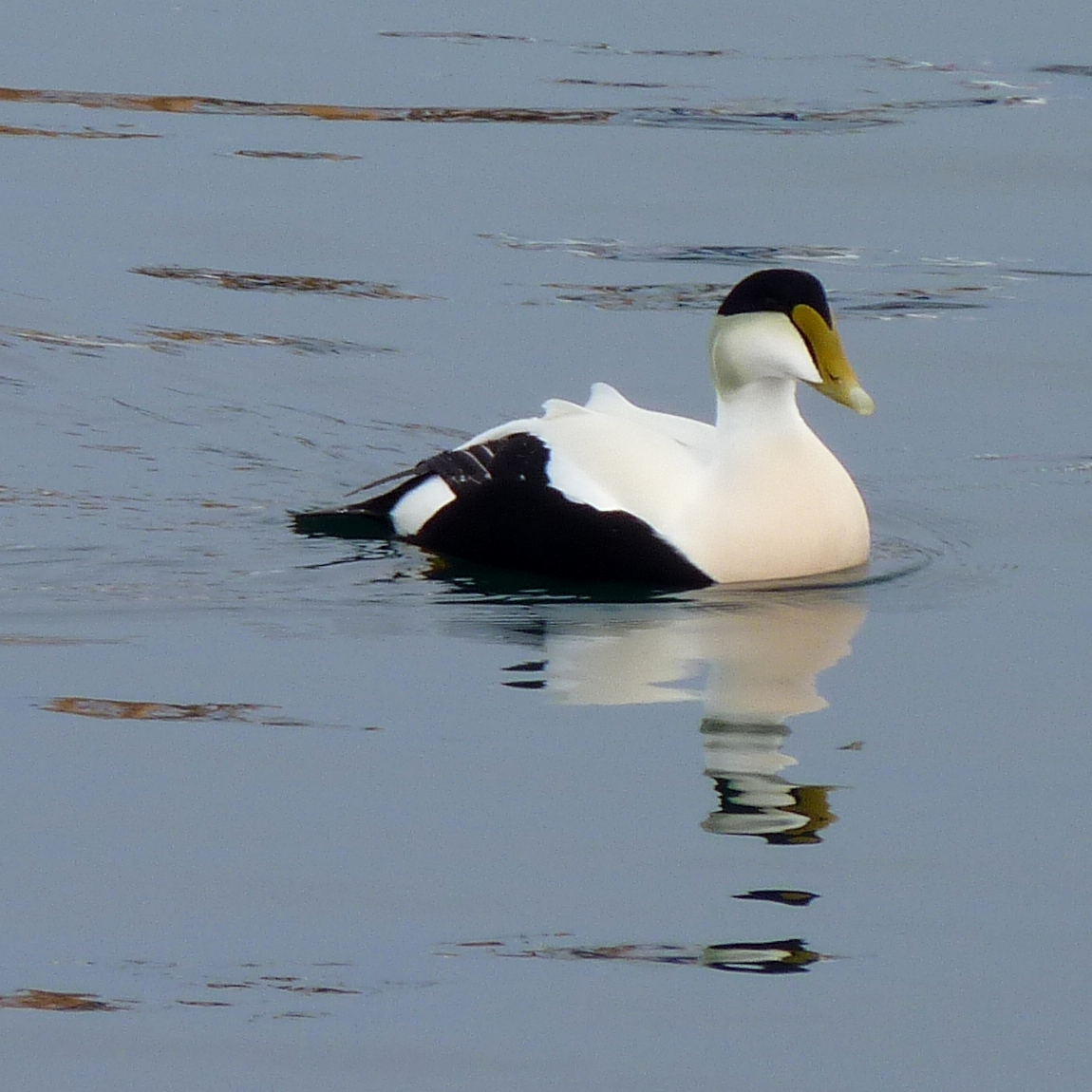
S. m. dresseri, adult hane i häckningsdräkt, Gloucester Harbor, Massachusetts, USA. Notera gul näbb, mycket breda och långa näbbkilar, väl synligt "segel", grönt under hjässan och avsaknad av svart V-teckning under hakan.

- europeisk ejder[12] S. m. mollissima – nominatformen som häckar i nordvästra Europa och österut till Novaja Zemlja och övervintrar i stor utsträckning i Östersjön men även så långt söderut som till södra Frankrike och mer sällsynt utmed Italiens kust[13]
- S. m. faeroeensis – häckar på Färöarna och i norra Skottland och verkar vara en stannfågel[9]
- S. m. v-nigra (skrivs ibland v-nigrum och kallas ibland stillahavsejder) – häckar i ett isolerat utbredningsområde i nordöstra Sibirien, från Nysibiriska öarna till Berings sund, Alaska och nordvästligaste Kanada; övervintrar i östra Berings sund, främst kring Aleuterna men dess totala övervintringsområde är inte känt[7]
- S. m. dresseri – häckar i nordöstra Nordamerika, från Labrador till Maine, och övervintrar längs Kanadas kuster och USA:s östkust så långt söderut som till Long Island
- S. m. borealis – häckar i den arktiska delen av Atlanten, från Baffinön och Grönland förbi Island till Frans Josefs land. De västliga populationerna av denna underart övervintrar utanför sydöstra Kanada och södra Grönland. Islands häckpopulation är stannfåglar medan häckningspopulationen på Svalbard övervintrar på Island och utanför norra Norges kust.[9]
- S. m. sedentaria – häckar vid kusten, och på öar från Hudson Bay till Jamesbukten i Kanada; stannfågel och troligtvis hybridiserar den med borealis vid nordvästra änden av Hudson Bay[14]

Tidigare behandlades häckningspopulationen i Norge som underarten norwegica men förs idag oftast till mollissima. Populationerna på södra och östra Grönland, Island, Svalbard och Franz Josefs Land som idag ofta förs till borealis kategoriseras ibland som den egna underarten islandica, ibland som en övergångszon mellan borealis och mollissima och ibland som underarten mollissima.

### Förekomst i Sverige
Ejdern häckar allmänt vid Sveriges havskuster. Den är bunden till kusterna och häckar där från söder till norr. Största beståndet finns i Stockholms skärgård.

## Utseende

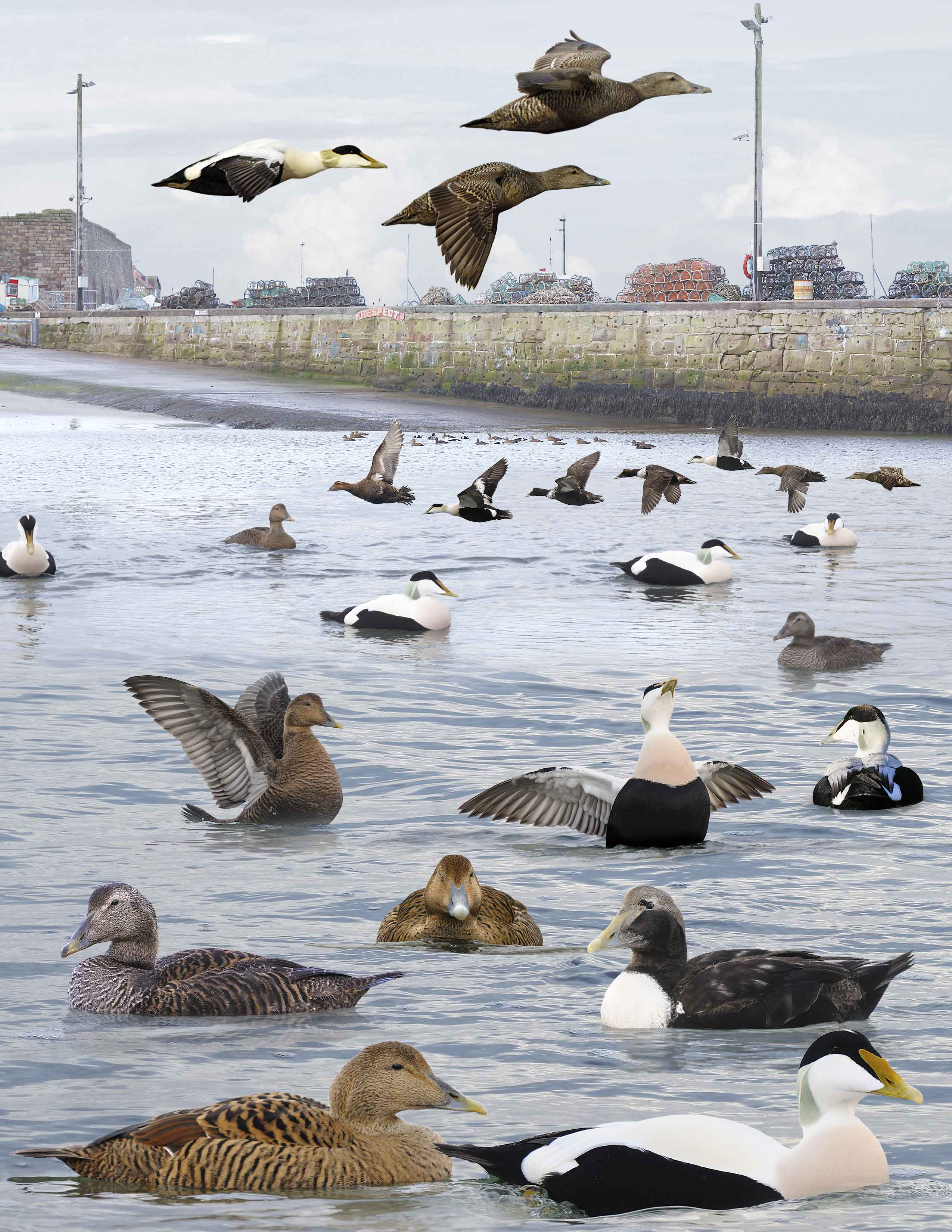
Nominatformens olika dräkter.

Ejdern är en av de största dykänderna och mäter 60–70 cm. Den är kraftigt byggd med kort hals, stort huvud utan knöl och en lång kilformad näbb som är fjäderbeklädd på sidorna, från näbbasen fram till näsborrarna. Ejderns huvudprofil är karaktäristisk och näbben bildar en rak linje mot pannan, speciellt hos nominatformen mollissima medan andra underarter som borealis kan uppvisa en mer markerad panna, se nedan. De fjäderklädda näbbsidorna lämnar två bara kilar som sträcker sig upp mot ögat från övernäbben. Dessa kilar sväller hos hanarna i varierande utsträckning under parbildning och häckning och krymper sedan igen. Kilarnas form är karaktäristisk för vissa underarter. Precis som andra havsfåglar har ejdern saltkörtlar för att kunna göra sig av med saltet i det vatten som det dricker, se ekologi. Beroende på salthalt i vattnet där de lever så blir dessa körtlar olika stora vilket delvis kan förklara skillnad i huvudprofil mellan olika underarter. Exempelvis har norska häckfåglar mer markerad panna än danska, eftersom de lever i saltare vatten, vilket också syns på skelettet. Detta var anledningen att Brehm 1831 beskrev den norska populationen som den egna underarten norwegica. Även brittiska ejdrar har en mer markerad panna än de som lever i Östersjön, medan mer arktiska populationer har en mindre markerad panna då salthalten i havet minskar på grund av smältvatten. Det ska tilläggas att salthalten i vinterkvarteret spelar lika stor roll. Även de uppsvällda näbbkilarna förändrar fågelns profil varför en markerad panna syns bättre utanför häckningstiden då de krympt tillbaka igen. Honor hos alla underarter har en mer markerad panna än hanen på grund av avsaknaden av näbbkilarna.
Vingarna är breda, korta och små i förhållande till kroppen. Vingspannet ligger på 95–105 cm. Ejdern väger 1.915–2.218 kg. Underarterna faeroensis, dresseri, borealis och norska mollissima är de minsta med en maximal vinglängd på 30 cm, medan svenska mollissima har ett maxmått på 31 cm och sedentaria och v-nigra, som är största har ett maxmått på 32 cm. Den liggande ejdern kan ibland resa två små "segel" på ryggen. Detta är ejderns nedre skapularer med utsvängda ytterfan vilka är vita hos den adulta hanen och mörktecknade hos subadulta hanar. Form och tendens till att lyfta dessa ytterfan skiljer sig åt hos de olika underarterna, se nedan. Ejderns kroppsstorlek i förhållande till dess relativt små vingar och dess begränsade bröstmuskelmassa gör att den ligger nära gränsen för flygförmåga vid vindstilla förhållanden.
En adult hane i praktdräkt är typisk och kontrastrik med svart hjässa, övergump och buk. Näbbfärg och benfärg varierar hos underarterna från grågrön till orange och gul. Näbbspetsen är blek. Nacken är ljusgrön och har oftast upptill en vit glipa. Resten av kroppen är vit, med rödrosa anstrykning på bröstet. Adult hane i eklipsdräkt är mindre kontrastrik, mörkare och saknar det gröna nackpartiet. Honan är rostgrå och brun med svart tvärvattring och dess vingspegel kantas av två vita band som syns som två tvärstreck på den liggande fågeln. Juvenilen påminner om honan men saknar den vitkantade vingspegeln och är diffusare tecknad och har ett ljust ögonbrynsstreck.
De arktiska underarterna behåller sin praktdräkt längre än populationer längre söderut, ofta till slutet av juli hos borealis. Underarten mollisima som häckar i Sverige och dresseri ruggar vanligtvis till eklipsdräkt i början av juni och borealis behåller eklipsdräkten längre än mollissima, ibland till slutet av oktober, men individuella variationer är stora hos båda underarter. Svenska häckfåglar bär ofta praktdräkt från början av oktober, men vissa individer kan bära eklipsdräkten ända till midvintern. Honornas partiella ruggning verkar genomföras innan häckningen.

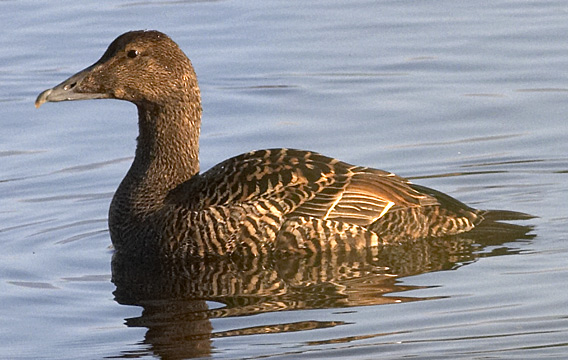
Adult ejderhona.
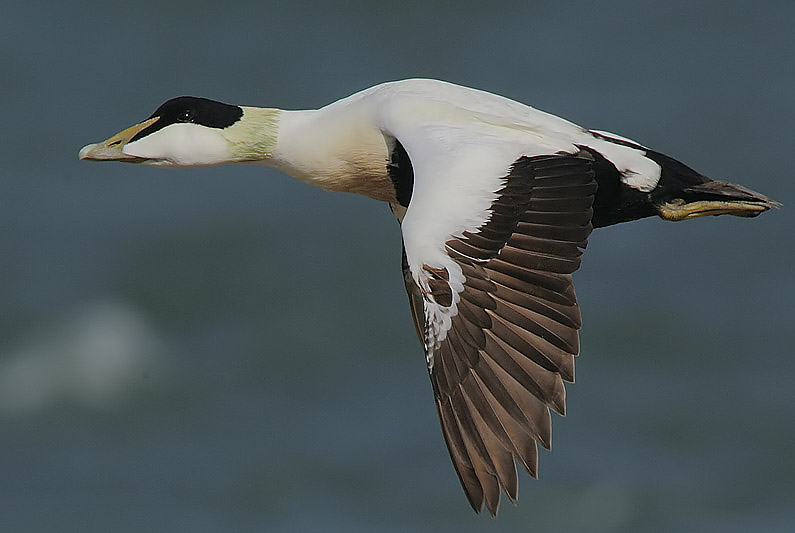
Adult flygande hane i praktdräkt.
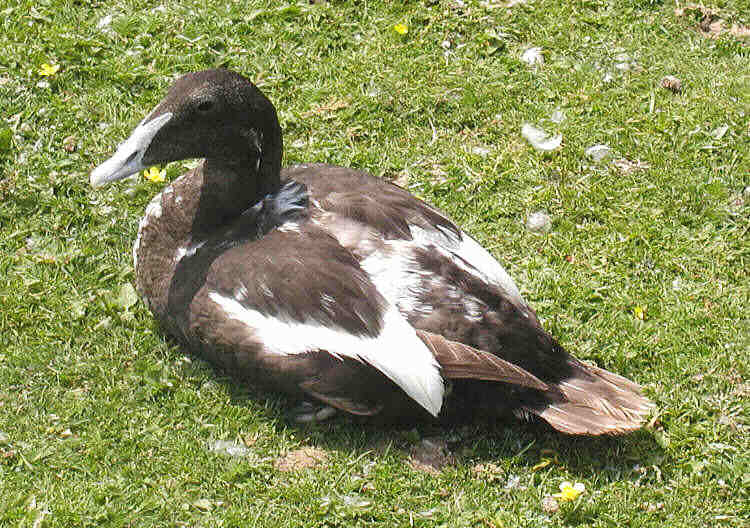
Adult ejderhane i eklipsdräkt.

### Morfologiska skillnader hos underarterna
Ejderns sex underarter skiljer sig utseendemässigt främst på ben- och näbbfärg, näbb- och huvudform, förekomst av grönt längs hjässan, mörk V-teckning på hakan, näsborrens placering och förekomst av så kallade "segel" vilket är ejderns nedre skapularer med utsvängda ytterfan som kan resas på den liggande fågeln och då liknar två små segel på ejderna rygg.
- mollissima – nominatformens hanar i häckningsdräkt har grågrön-gul näbb och benfärg, ganska långa näbbkilar och rak linje mellan näbb och panna. Vidare reser den sällan sina segel som då är rundade och honorna är oftast gråbruna.[9]
- borealis – hanar i häckningsdräkt har grågrön-orange-gul till rent gul näbb och ben, i snitt kortare näbbkilar än mollissima, i snitt mer markerad panna än mollissima, reser ofta segel vilka ibland är spetsiga och honorna är variabelt gråbruna till rödbruna.[9] Taxonet borealis upplevs under häckningstiden ofta har ett fyrkantigare huvud och kortare näbb än mollissima.[9] Det bör tilläggas att den markerade pannan i sig inte är en avgörande karaktär eftersom det finns överlapp i förhållande till mollissima.[9] Taxonet borealis har i snitt även en rakare avgränsning mellan den svarta hjässan och vita kinden, men intrycket varierar beroende på fågelns hållning.[16]
- faeroensis – hanar i häckningsdräkt har liknande näbb- och benfärg som mollissima medan näbb och huvudform liknar borealis. Kan uppvisa spetsiga toppar på seglen men reser dem förmodligen lika sällan som mollissima. Honorna är mörkt rödbruna.[9]
- sedenteria – hanar i häckningsdräkt har liknande näbb- och benfärg som borealis, mycket breda och långa näbbkilar, vanligtvis väl synliga segel året om, uppvisar grönt under hjässan och honan är oftast ljust sandfärgad.[9]
- dresseri – är mycket lik sedenteria men har annorlunda placering av näsborren i förhållande till befjädringen på näbbfästet och honorna är rödbruna.[9]
- v-nigra – hanar i häckningsdräkt har orangegul näbb- och benfärg, korta spetsiga näbbkilar, en kraftig näbb och trekantig huvudprofil.[9] Den har rundare avslutning på den fjäderklädda lobben på näbbsidan än övriga underarter som har spetsigare avslutning mot näbbspetsen.[7] Den uppvisar normalt väl synliga segel året om, har grönt under hjässan och har oftast kraftig svart V-teckning under hakan. V-teckningen, vilken gett underarten dess vetenskapliga namn, kan vara svagare och saknas sällsynt hos nordamerikanska häckare.[9] Populationen i Ochotska havet verkar helt sakna denna teckning och dess taxonomi kräver vidare studier.[9] Honan är oftast gråbrun men ibland gulaktig.[9]

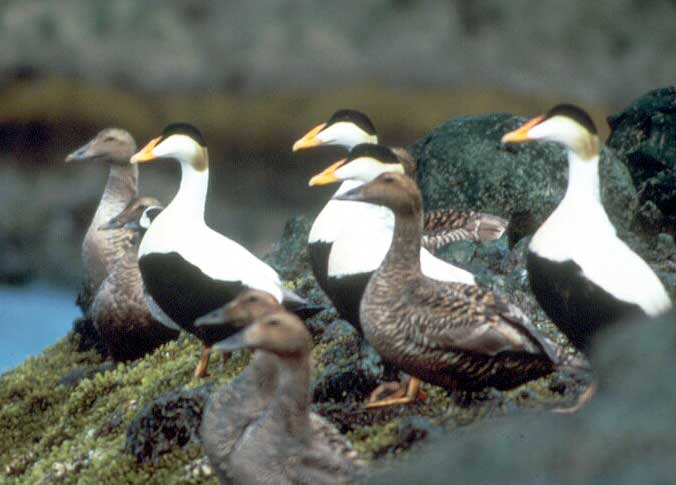
Förmodligen borealis. Notera hos hanarna gul näbb, markerad panna och avsaknad av svart V-teckning under hakan.
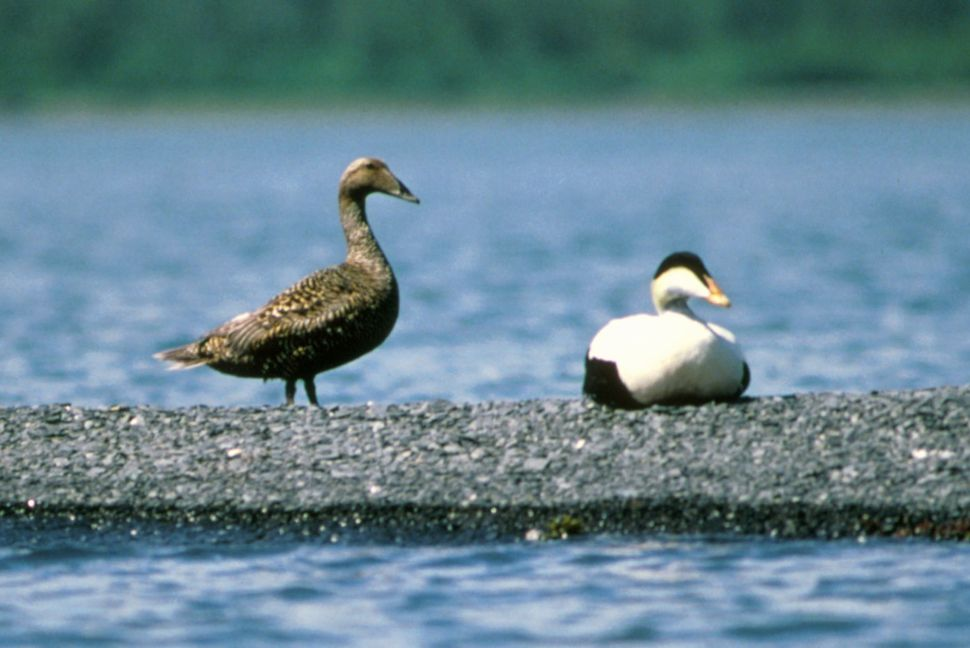
Par av S. m. v-nigri i Kodiak National Wildlife Refuge. Notera hanens gula näbb, svarta V-teckning under hakan. Det gröna under hjässan är svårt att se på grund av fotots kvalitet.
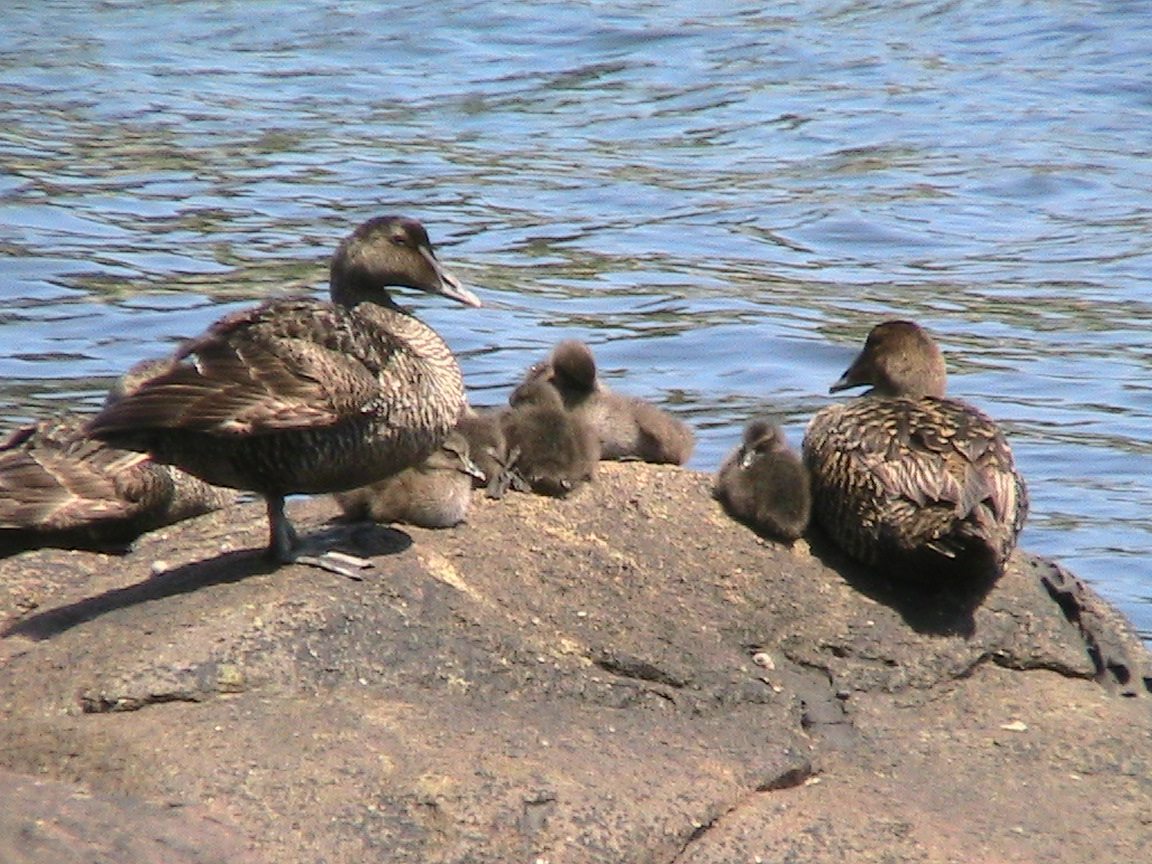
Honor och ungar av underarten S. m. dresseri. Notera huvud- och näbbform hos honorna.

### Färgavvikelser
Bland ejdrar förekommer sällsynt den genetiska färgavvikelsen "brun" vilket beror på en mutation som resulterar i att kvaliteten på eumelaninet är nedsatt. Fågelns i vanliga fall mörka fjädrar är då först bruna för att snabbt blekas av solen. Denna mutation är könslänkad och en "brun" fågel vars föräldrar båda har normal fjäderdräkt är alltid en hona. Bland ejdrar är honor med denna färgavvikelse så pass vanliga att de fått det egna epitetet ökenejder eftersom resultatet blir en närmast sandgrå fågel.

## Läten
Ejdern är talför under häckningstiden. Från hanen hörs mycket karakteristiska vittljudande och mjuka rop, "a-ooh-å". Honan skrockar med ett "gak-ak-ak-ak...", beskrivet som ljudet från en avlägen fiskekutter.

## Ekologi

### Beteende
För att ejdern ska kunna lyfta från vattnet måste den först springa på vattenytan för att få fart. En mindre andel av ejderparen håller ihop året om, men vanligare är att de lever i könsseparerade flockar över vintern. För att göra sig av med det salt som ejdern får i sig när den dricker havsvatten har den saltkörtlar som sitter snett ovanför ögonen. Dessa körtlar ansamlar saltet i ett sekret som ejdern utsöndrar genom att skaka på huvudet.

### Häckning

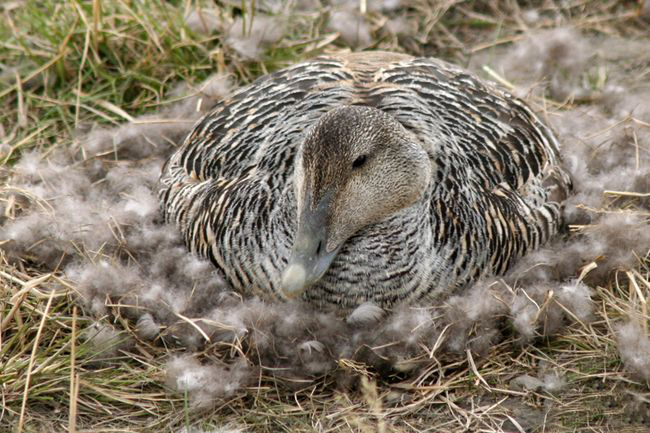
Ruvande ejder i sitt rede tjockt fodrat med dun.

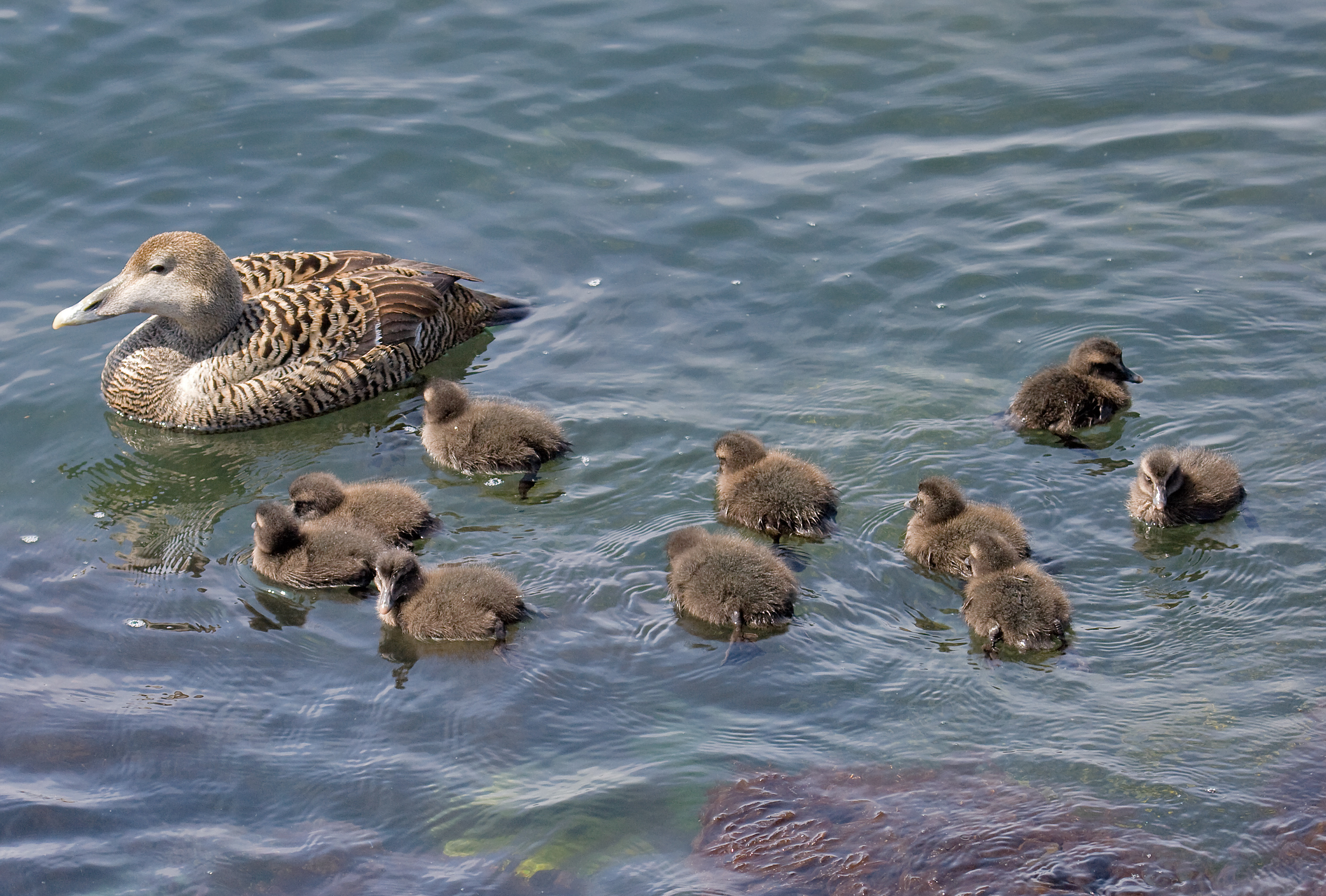
Hona med ungar.

Parbildning hos mollissima sker främst i oktober–november och i februari–april, och parbildningen på hösten består främst av tidigare par som återförenas. Hos arktiska underarter sker parbildning nästan enbart på våren och fleråriga parband verkar inte existera. Häckningen startar i början av april men de nordligaste populationerna börjar inte häckar förrän i mitten av juni. Under parbildningen och början av häckningen hörs hanarnas uppvaktningsrop. Spelet hos mollissima omfattar även vissa rörelsesekvenser, vilket exempelvis saknas hos v-nigra. Det har föreslagits att "seglen" på ryggen skulle utgöra fjäderornament, det vill säga en fysisk belastning som enbart ska signalera bärarens kvalitet som partner. Seglens storlek varierar individuellt i storlek och kostar energi att bilda och kanske även att hålla resta. En hypotes gör gällande att arktiska arter som bildar par under större tidspress, och inte uppvisar fleråriga parband behöver en tydlig fitnessindikator medan seglens betydelse hos mollissima har minskat, och att detta skulle vara orsaken till att vissa underarter håller dem resta oftare än andra.
När äggstockarna börjar växa ökar honans vikt med cirka 30 % i jämförelse med den genomsnittliga vintervikten. Strax före äggläggning väger den i snitt 40–45 procent mer än vintervikten. Det är inte bara äggstockarna som ökar i vikt under denna period utan honan lägger även upp en fettreserv inför ruvningen. Trots att massan på både kräva och inälvor minskar under denna period så är viktökningen så pass stor att honorna under denna period bli flygoförmögna vid stiltje. Detta resulterar i att honorna under denna period istället för att kunna flyga undan vid fara, dyker eller försöker simma undan vilket i sin tur resulterar i att ejderhonor under denna period ibland blir föda åt gråsäl.
Merparten ejdrar häckar i täta kolonier, exempelvis i nordliga Norge, på Färöarna, Island, Spetsbergen och Grönland, som kan variera från mindre än 100 till uppemot 10 000–15 000 individer. På andra platser, exempelvis i Sverige, häckar paren skilda åt. Honorna uppvisar ofta en hög grad av filopatri, vilket innebär att de återvänder till samma plats där de kläcktes för att häcka. Resultatet blir att många honor på en och samma plats är nära besläktade med varandra och bildar en social struktur. Detta är förmodligen orsaken till att de evolutionärt har utvecklat kooperativa häckningsstrategier, så som att lägga ägg i andra individers bon, och ta hand om ungar gemensamt.
Båda könen söker efter en lämplig boplats. Boet läggs vanligen i lä mellan några grästuvor, i en skreva eller bakom en sten, men ibland helt öppet. Boet brukar bestå av en grop i mossan som sedan kompletteras med tång, kvistar och annat som honan rycker loss. Därefter tätas boet med ejderdunet som honan plockar från sin egen kropp, främst ifrån bröstet, och som läggs som en tjock krans i redet. 
Ejdern lägger vanligtvis fyra till sex grågröna ägg som honan ruvar själv 25–30 dagar. Ganska snart efter äggläggningsperioden som pågår fram till mitten av april lämnar hanarna honorna och ger sig långt ut till havs. När honan lämnar boet, exempelvis för att födosöka, täcker hon äggen med dunet, både för att de ska hålla värmen och för att dölja dem.

### Föda

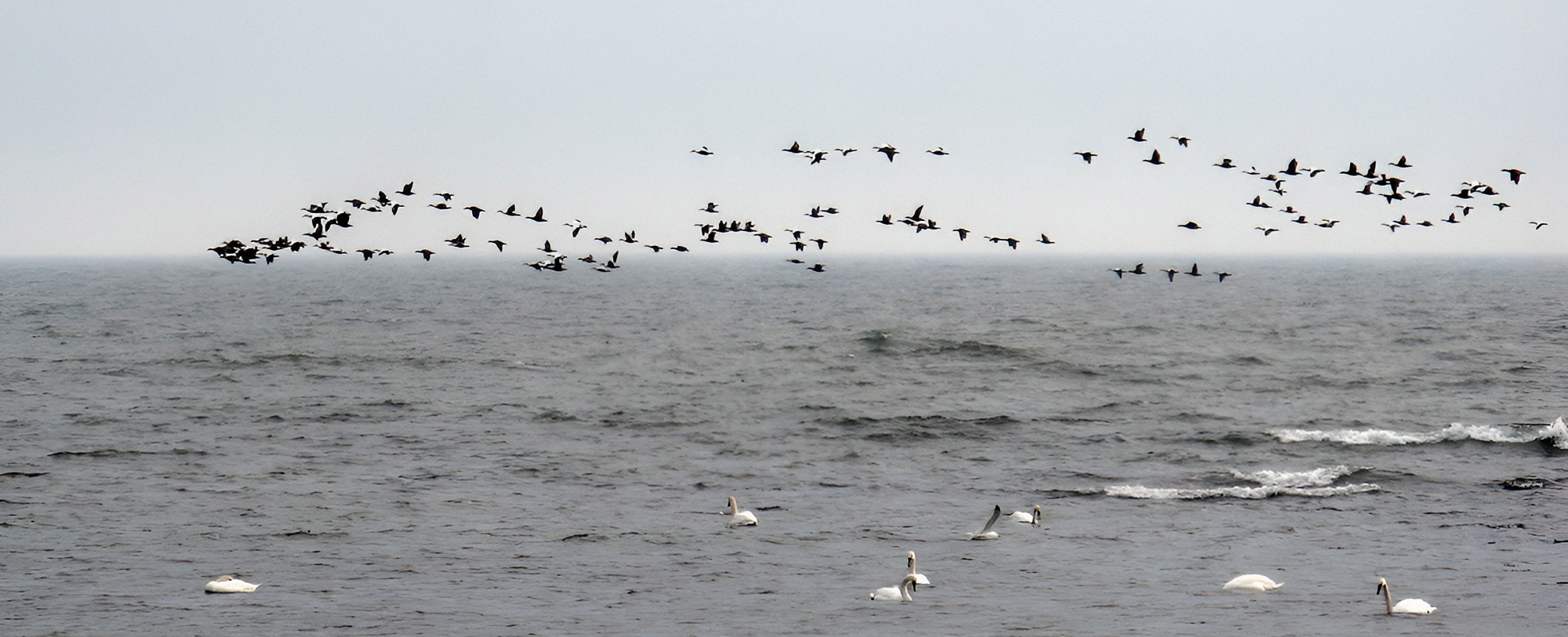
Ett litet ejdersträck.

Ejdern födosöker antingen genom att dyka, upp till 20 meters djup, eller genom att i ytläge på grunt vatten plocka föda på bottnen. Den lever av kräftdjur och blötdjur och den viktigaste födan utgörs av musslor. Ejdrar med dunungar går ofta längre in i vikar för att söka insekter i strandkanten. Honorna turas då om att vakta varandras ungar.

## Människan och ejdern

### Status och hot
Ejdern har ett mycket stort globalt utbredningsområde. Den globala populationen uppskattas till 3 100 000–3 800 000 individer varav populationen av v-nigra i östra Sibirien uppskattas till 10 000–100 000 häckande par och cirka 1 000–10 000 övervintrande individer. På grund av detta kategoriserar IUCN arten som nära hotad (NT). I Danmark fångades ett antal ejdrar in med nät och röntgades. Resultatet visade att 35% av ejdrarna hade hagelkulor i kroppen från skadeskjutningar.

#### Status i Sverige

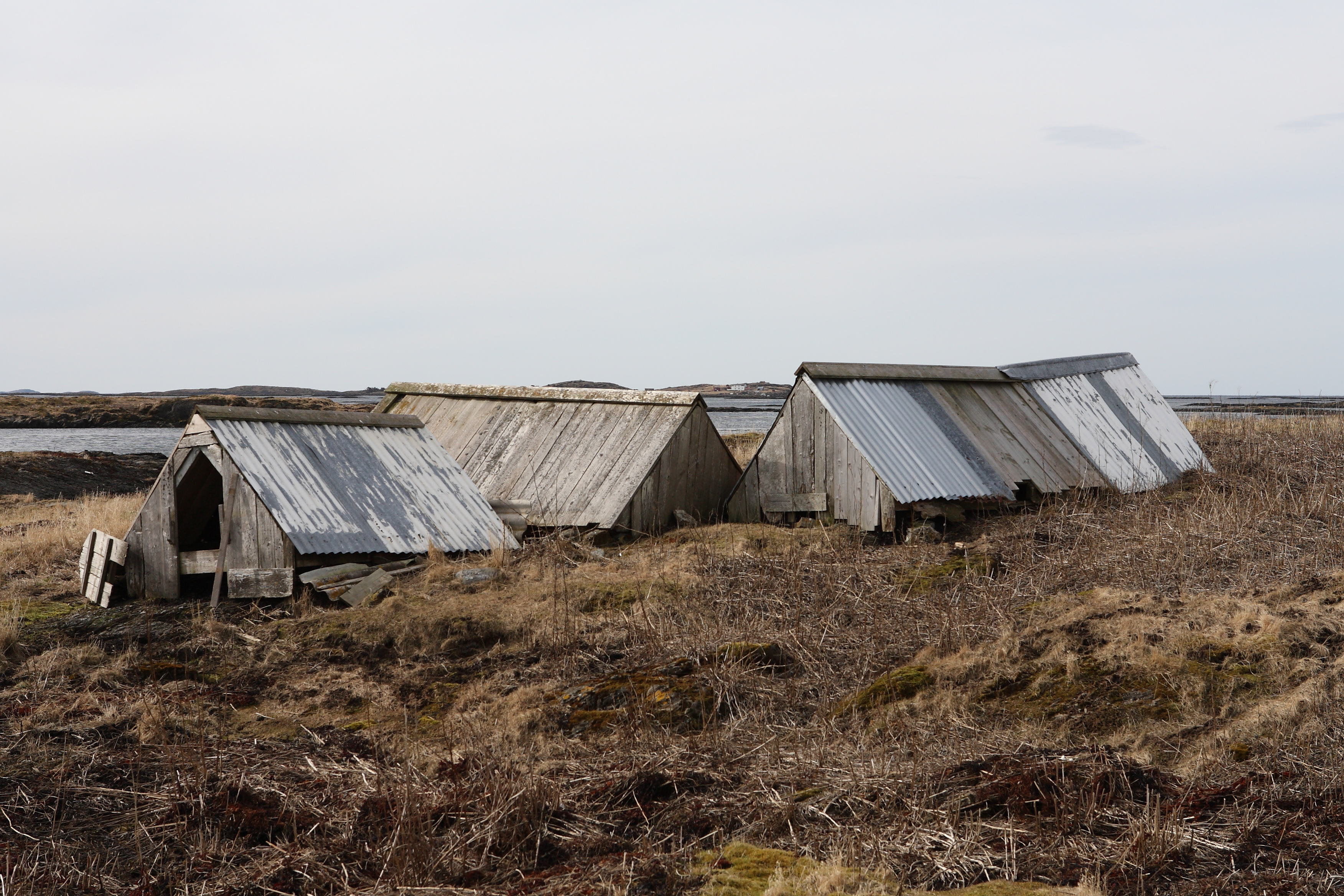
På vissa platser bygger man häckningsholkar för ejdern för att underlätta skattningen av dun. Fotografi från Vega i Norge.

Morgonstämning vid havet av Bruno Liljefors från 1896.

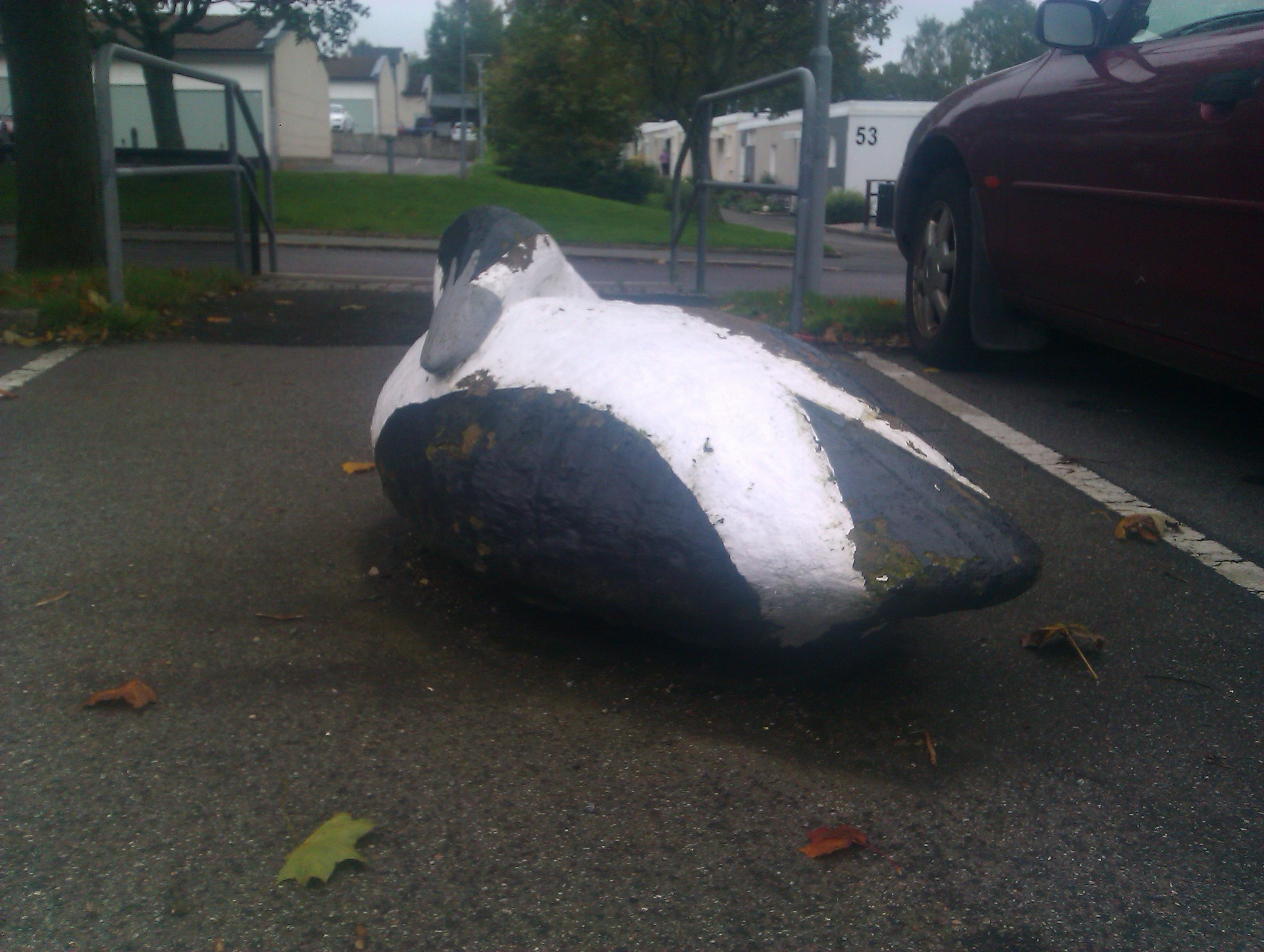
Betongsugga i form av en ejderhane.

Under vikingatiden fångade man mycket ejder utmed kusterna och troligen var den vanlig vid denna tid. Under början av 1800-talet jagades ejdern med vette och en omfattande plundring av bon förekom. Wilhelm von Wright föreslog redan 1851 ett skydd mot äggplockning och ejderjakt under häckningssäsongen, något som inte ledde till några resultat. I slutet av 1800-talet försvann ejdern från många skärgårdsområden runt Östersjön.
Nedgången fortsatte under början av 1900-talet. I mitten av 1950-talet förbjöds därför vårjakt på sjöfågel i Sverige och ejdern återhämtade sig. Från mitten av 1970-talet har populationen ökat från cirka 170 000 till cirka 300 000 par år 2006. Sedan 2006 har det dock skett en drastisk minskning av häckande ejder i Östersjön. Forskning visar att både ejdrar och dess huvudföda blåmussla lider av kraftig tiaminbrist. Orsakerna bakom är okända. År 2010 kategoriseras ejdern i Östersjön av Artdatabankens i rödlista som nära hotad, 2015 som sårbar och 2020 som starkt hotad.

### Namn
Den äldsta kända källa där det svenska trivialnamnet "ejder" förekommer är från 1728 men namnet är med säkerhet äldre än så. Arten har förr även kallats ejdergås. Utmed delar av Västkusten ska den dialektalt kallats knubbgås och på Gotland för ad. Dess vetenskapliga namn mollissima betyder ungefär "mycket mjuk" och refererar till dess dun.
Beroende på ålder har ejdern olika folkliga namn. Gamla hanar kallas "guding" och i äldre tider för "gudunge" Adulta honor kallas för "åda" eller "åd". Två, alternativt ett år gamla hanar, det vill säga icke könsmogna, kallas "hälsing" medan honor i samma ålder kallas "skröja". Honor som mist sina ägg kallades förr "skvaggor" eller "gråskor". Ordet åda och "ejder" har samma ursprung, jämför exempelvis isländskans "æðarfugl".

### Skattning av ejderdun
Dun från ejderhona saluförs som det finaste dunet. Det har stor värmeisolerande förmåga och är mycket lätt. När man utvinner dun från ejder tas det ifrån boet under häckningen. Ejderdun skattas fortfarande av människor på Island, i Skandinavien och i Sibirien. Island stod 2009 för cirka 70 procent av den totala försäljningen av ejderdun på världsmarknaden vilket i sin tur utgjorde cirka tre ton om året.

### I kulturen
Trots att ejderdun varit ett så uppskattat material och lokalt en viktig inkomstkälla, och trots artens rikliga förekomst i närheten av människan, dess imponerande sträck och hanens färgrika dräkt, så förekommer inte ejdern i speciellt stor utsträckning i konsten. En konstnär som dock avbildade den vid många tillfällen var den svenska målaren Bruno Liljefors och exempelvis var hans Morgonstämning vid havet från 1896 den andra målningen som konstsamlaren Ernest Thiel köpte varför verket idag finns i Thielska galleriet i Stockholm. Ejderfåglar är populära som motiv för figuriner. Exempel på större skulpturer är en stor avbildning av en guding i praktdräkt utanför entrén till Gudhjem Museum på Bornholm i Danmark, utförd av den bornholmska keramikern Julie Høm. Hon har också gjort många mindre ejdrar i keramik. En annan skulptur finns i Kerteminde på Fyn i Danmark av konstnären John Olsen, uppställd 2013.  
Carl Wilhelm Böttiger tillägnade 1851 ejdern en dikt i sin diktsamling Foglarne, och poeten Eva Kristina Olsson gav 2011 ut diktsamlingen Ejdervita där ordet ejder förekommer vid flera tillfällen.
I vissa städer, exempelvis i Göteborg, är det populärt att använda betongsuggor i form av ejderhanar i praktdräkt.

### Fotnoter
1. ↑  IUCN 2012 uppger ett mindre häckningsområde som bara omfattar kusterna av Island, norra Storbritannien, Norge, Sverige och nordöstra Europeiska Ryssland så långt österut som till Novaja Zemlja.[6]